# Julius Valentyn Stein van Gollenesse
Julius Valentyn Stein van Gollenesse (né le 17 février 1691 et mort le 14 janvier 1755 à Jakarta) est le 33e gouverneur du Ceylan néerlandais, actuel Sri Lanka, et gouverneur-général de Batavia, actuel Jakarta.

## Biographie
Stein est né à Groel en Suède dans une famille venant du Mecklembourg.
En 1723, il rejoint la Compagnie néerlandaise des Indes orientales (VOC). 
Il deviendra Commandant de Cochin entre 1734 et 1743.
Le 11 mai 1743, il prend le poste de gouverneur du Ceylan néerlandais jusqu'en 1751.
Enfin, de 1751 jusqu'à sa mort en 1755, il sera le gouverneur-général de Batavia.